# Love Gun (песня)
«Love Gun» — песня группы Kiss с их студийного альбома 1977 года Love Gun.
В США песня достигла 61 места (в чарте Billboard Hot 100).

## История создания
Пол Стэнли рассказывал:
Я написал «Love Gun» на самолёте, летевшем в Японию. Она была написана в моей голове, целиком. И потом, когда мы приземлились, мне нужно было её сыграть, чтобы убедиться, что она работает и всё на месте. Я думаю, большую часть времени, когда ты написал отличную песню, ты это знаешь. Я всегда думал, что «Love Gun» отличная песня, и сегодня я по-прежнему думаю, что это потрясная песня. Это, вероятно, песня, которую мне больше всего нравится исполнять. Для меня «Love Gun» — квинтэссенция Kiss и, возможно, одна из пяти самых важных песен — визитных карточек [группы].

На этой песне я играю на бас-гитаре. Для меня это был момент, когда мне нравилось приходить в студию звукозаписи Electric Lady и записывать демо один и придумывать партии и аранжировки. С некоторыми песнями вопрос был [просто] в том, чтобы дать людям партии, которые они будут играть, потому что у меня [уже] было законченное представление [о том, как песня должна звучать]. Песня была не только песней, но и аранжировкой. Так что было легче [потом] прийти в студию и сказать, что вот как картинка выглядит. Если я правильно помню, не было никого, кто бы мог прийти и сыграть на бас-гитаре, что было только к лучшему. Басовая партия прямо обрела чёткий смысл. (англ. The bass part just made sense.) Мы записали песню «Love Gun» 18 мая, а 19 мая мы записали вокал.

## Музыкальный стиль
Дональд А. Гуариско с AllMusic пишет:
Секрет музыкального долгожительства Kiss — способность группы поженить звуковой мускул хард-рока с песнями, полными незабываемых. прилипчивых поп-мелодий (indelible pop hooks). «Love Gun» — один из лучших примеров этого умения, идеальная женитьба хуков и рифов, ставший одной из определяющих, классических песен группы.

## Сюжет песни
По мнению того же Дональда А. Гуариско с сайта AllMusic, текст песни «Love Gun» — образец хард-рокового мачизма в его самом грандиозном, напыщенном проявлении.
В песне певец, грандиозный и могучий любовник, обращается к своей возлюбленной со словами: «Некуда прятаться. детка / Некуда бежать / Ты жмёшь на курок моего ружья любви» (англ. No place for hidin’, baby / No place to run / You pull the trigger of my love gun.

## Приём публики
Как пишет AllMusic, песня на удивление не произвела большого влияния на хит-парады, но «она сразу стала одним из столпов концертов группы Kiss и годами оставалась на этом почётном месте».